# ブラッド・メルドー
ブラッド・メルドー（Brad Mehldau、1970年8月23日 - ）は、アメリカのジャズミュージシャン、ピアノ奏者、作曲家。

## 来歴
アメリカ合衆国フロリダ州生まれ。ニューヨークのニュースクール大学で学んでいた折に、教授陣のひとりであったジミー・コブのバンドに抜擢された。
1994年にジョシュア・レッドマンのバンドに加入。1995年にワーナー・ブラザース・レコードとの契約を得てメジャー・デビューした。メルドー（ピアノ）、ラリー・グレナディア（ベース）、ホルヘ・ロッシ（ドラム）のトリオ編成で〈アート・オブ・ザ・トリオ〉シリーズの5つのアルバムを残した。
2000年公開のアメリカ映画『スペース カウボーイ』や、2001年公開のフランス映画『ぼくの妻はシャルロット・ゲンズブール』の音楽を担当した。
ロックの楽曲を積極的にレパートリーに取り入れることでも知られ、ビートルズ、ポール・サイモン、レディオヘッド、オアシス、サウンドガーデン、ニック・ドレイクらの楽曲を自らのレパートリーに加えてきた。また、チャーリー・ヘイデンやウェイン・ショーターらとも共演した。
2003年2月15日に東京のすみだトリフォニーホールにおいて行われたピアノ・ソロ公演の模様は、ライブ・アルバム『ライヴ・イン・トーキョー』（2004年）として発表された。
2005年3月録音の『デイ・イズ・ダン』（2005年）からトリオ編成におけるドラマーがジェフ・バラードに交代した。同年12月にはパット・メセニーとレコーディング・セッションを行い、その時の録音は、2人の連名のアルバム『メセニー・メルドー』（2006年）、『カルテット』（2007年）として発表された。

## ディスコグラフィ

### 単独リーダー作品
1990年代
- 『イントロデューシング・ブラッド・メルドー』 - Introducing Brad Mehldau（1995年録音）(Warner) 1995年
- 『アート・オブ・ザ・トリオ Vol.1』 - The Art of the Trio（1996年録音）(Warner) 1997年
- 『アート・オブ・ザ・トリオ Vol.2』 - The Art of the Trio II — Live At The Village Vanguard（1997年録音）(Werner) 1998年（「ヴィレッジ・ヴァンガード」におけるライヴ）
- 『ソングズ：アート・オブ・ザ・トリオ Vol.3』 - The Art of the Trio III — Songs（1998年録音）(Warner) 1998年
- 『アート・オブ・ザ・トリオ Vol.4：ライヴ・アット・ザ・ヴィレッジ・ヴァンガード』 - The Art of the Trio IV — Back At The Vanguard（1999年録音）(Warner) 1999年（「ヴィレッジ・ヴァンガード」におけるライヴ）

2000年代
- 『プレイシズ』 - Places（2000年録音）(Warner) 2000年
- 『プログレッション：アート・オブ・ザ・トリオ Vol.5』 - The Art of the Trio V — Progression（2000年録音）(Warner) 2001年（「ヴィレッジ・ヴァンガード」におけるライヴ）
- 『ラーゴ』 - Largo（2001年4月録音）(Warner) 2002年
- 『エニシング・ゴーズ』 - Anything Goes（2002年10月録音）(Warner) 2004年
- 『ハウス・オン・ヒル』 - House on Hill（2002年10月、2005年3月録音）(Nonesuch) 2006年
- 『デイ・イズ・ダン』 - Day is Done（2005年3月）(Nonesuch) 2005年
- 『ライヴ／ブラッド・メルドー・トリオ』 - Brad Mehldau Trio Live（2006年録音）(Nonesuch) 2008年（「ヴィレッジ・ヴァンガード」におけるライヴ。CD 2枚組。）
- 『オード』 - Ode（2008年～録音）(Nonesuch) 2011年
- 『ホェア・ドゥー・ユー・スタート』 - Where Do You Start（2008年、2011年録音）(Nonesuch) 2012年
- 『ハイウェイ・ライダー』 - Highway Rider（2009年録音）(Nonesuch) 2010年（ジョシュア・レッドマン、マット・チェンバレンらが参加。CD 2枚組。）

2010年代
- 『ブルース・アンド・バラッズ』 - Blues and Ballads（2012年、2014年録音）(Nonesuch) 2016年
- 『シーモア・リーズ・ザ・コンスティチューション』 - Seymour Reads the Constitution! (Nonesuch) 2018年
- 『ファインディング・ガブリエル』 - Finding Gabriel（2017年3月～2018年10月録音）(Nonesuch) 2019年（第62回グラミー賞最優秀ジャズ・インストゥルメンタル・アルバム）

2020年代
- 『ジェイコブズ・ラダー』 - Jacob's Ladder (Nonesuch) 2021年

### ソロ作品
- 『エレゲイア・サイクル』 - Elegiac Cycle（1999年6月録音）(Warner) 1999年
- 『ライヴ・イン・トーキョー』 - Live in Tokyo（2003年2月録音）(Nonesuch) 2004年（「すみだトリフォニーホール」におけるライヴ。日本版はCD 2枚組。）
- 『ライヴ・イン・マルシアック』 - Live in Marciac（2006年8月録音）(Nonesuch) 2011年（マルシアック (Marciac) におけるライヴ。CD 2枚とDVDビデオ。）
- 『アフター・バッハ』 - After Bach（2017年4月録音） (Nonesuch) 2018年
- 『組曲：2020年4月』 - Suite: April 2020（2020年4月録音） (Nonesuch) 2020年
- 『ユア・マザー・シュッド・ノウ』 - Your Mother Should Know（2020年9月録音） (Nonesuch) 2023年
- 『アフター・バッハ Ⅱ』 - After Bach II（2017年4月＆2023年6月録音） (Nonesuch) 2024年
- 『アプレ・フォーレ』 - Après Fauré（2023年6月録音） (Nonesuch) 2024年

### コンピレーション
- 『アート・オブ・ザ・トリオ：レコーディングス 1996～2001』 - The Art of the Trio, Recordings: 1996-2001（7CD）(Nonesuch) 2011年
- 『10イヤーズ・ソロ・ライヴ』 - 10 Years Solo Live（LP, 4CD）(Nonesuch) 2015年

### 共同名義アルバム
- New York-Barcelona Crossing, Volumen 1（1993年録音）(Fresh Sound) 1993年（バルセロナにおけるライヴ）
  - New York-Barcelona Crossing, Volumen 2（1993年録音）(Fresh Sound) 1993年（バルセロナにおけるライヴ）
- メルドー＆ロッシ・トリオ名義, When I Fall in Love（1993年録音）(Fresh Sound) 1993年（ライヴ）
- MTB名義（マーク・ターナー（英語版）、ピーター・バーンスタイン（英語版）らと共演）, Consenting Adults（1994年録音）(Criss Cross) 2000年
- マリアン・マクパートランドと共演, Marian McPartland's Piano Jazz with Brad Mehldau（1996年録音）(Concord) 2007年
- パット・メセニーと共演, 『メセニー・メルドー』 - Metheny/Mehldau（2005年録音）(Nonesuch) 2006年
- パット・メセニーと共演, 『カルテット』 - Metheny/Mehldau Quartet（2005年録音）(Nonesuch) 2007年
- ルネ・フレミングと共演, 『ラヴ・サブライム』 - Love Sublime（2006年1月録音）(Nonesuch) 2006年
- パット・メセニーと共演, 『ライヴ・イン・スペイン2007』 - Live In San Sebastian, Spain '07（2007年録音）(HI HAT) 2022年
- チャーリー・ヘイデンと共演, 『ロング・アゴー・アンド・ファー・アウェイ』 - Long Ago and Far Away（2007年11月録音）(Impulse) 2018年（マンハイムにおけるライヴ）
- アンネ・ソフィー・フォン・オッターと共演, 『ラブ・ソングズ』 - Love Songs（2010年録音）(Naïve) 2010年
- ケヴィン・ヘイズと共演, 『モダン・ミュージック』 - Modern Music（2010年録音）(Nonesuch) 2011年
- ジョシュア・レッドマンと共演, 『ニアネス』 - Nearness（2011年録音）(Nonesuch) 2016年
- メリアーナ名義（マーク・ジュリアナ（英語版）と共演）, Mehliana: Taming the Dragon（2013年録音）(Nonesuch) 2014年
- Orpheus Chamber Orchestraと共演, Variations On A Melancholy Theme（2013年録音）(Nonesuch) 2021年
- クリス・シーリと共演, 『クリス・シーリー＆ブラッド・メルドー』 - Chris Thile & Brad Mehldau（2015年、2016年録音）(Nonesuch) 2017年
- Ian Bostridgeと共演, The Folly of Desire（2022年録音）(Pentatone) 2022年
- MTB名義（マーク・ターナー（英語版）、ピーター・バーンスタイン（英語版）らと共演）, Solid Jackson（2023年録音）(Criss Cross) 2024年

### サイドマン作品
1990年代
- ピーター・バーンスタインの作品に参加, Somethin's Burnin' (Criss Cross) 1992年
- ピーター・バーンスタインの作品に参加, Signs of Life (Criss Cross) 19994年
- ジョシュア・レッドマンの作品に参加, 『ムード・スウィング』 - Moodswing（1994年録音）(Warner Bros.) 1994年
- マーク・ターナー（英語版）の作品に参加, Yam Yam（1994年録音）(Criss Cross Jazz) 1995年
- ペリコ・サンビート（英語版）の作品に参加, Ademuz（1995年録音）(Fresh Sound) 1998年
- クリス・ポッターの作品に参加, Moving In（1996年録音）(Concord) 1996年
- リー・コニッツの作品に参加, 『アローン・トゥゲザー』 - Alone Together（1996年録音）(Blue Note) 1997年
- アンソニー・ウィルソンの作品に参加, Anthony Wilson (MAMA) 1997年
- リー・コニッツの作品に参加, Another Shade of Blue（1997年録音）(Blue Note) 1999年
- アヴィシャイ・コーエンの作品に参加, Adama（1997年録音）(Stretch) 1998年
- ウィリー・ネルソンの作品に参加, 『テアトロ』 - Teatro (Island) 1998年
- ジョシュア・レッドマンの作品に参加, 『タイムレス・テイルズ』 - Timeless Tales (For Changing Times) (Warner Bros.) 1998年
- マーク・ターナーの作品に参加, 『イン・ディス・ワールド』 - In This World（1998年録音）(Warner Bros.) 1998年
- スコット・ウェイランドの作品に参加, 12 Bar Blues (Atlantic) 1998年
- ルース・キャメロンの作品に参加, Roadhouse (Ruth Cameron album)（1999年録音）(Verve) 2000年
- クリス・チークの作品に参加, Vine（1999年録音）(Fresh Sound) 2000年
- フルーリンの作品に参加, Close Enough for Love（1999年録音）(EmArcy) 2000年
- チャールズ・ロイドの作品に参加, 『ザ・ウォーター・イズ・ワイド』 - The Water Is Wide（1999年録音）(ECM) 2000年
- チャールズ・ロイドの作品に参加, 『ハイペリオン・ウィズ・ヒギンズ』 - Hyperion with Higgins（1999年録音）(ECM) 2001年

2000年代
- スティーブ・デイビスの作品に参加, Portrait in Sound（2000年録音）(Stretch)
- ジョン・スコフィールドの作品に参加, 『ワークス・フォー・ミー』 - Works for Me（2001年録音）(Verve) 2002年
- リー・デラリアの作品に参加, Play It Cool (Warner Bros.) 2001年
- ジョー・ヘンリーの作品に参加, Scar（2000年録音）(Mammoth) 2001年
- ジョン・パティトゥッチの作品に参加, Communion（2001年録音）(Concord) 2001年
- ウォルト・ワイスコフの作品に参加, Man of Many Colors（2001年録音）(Criss Cross) 2001年
- ヴィニシウ・カンチュアリアの作品に参加, Vinicius (Transparent Music) 2001年
- ジョエル・フラームの作品に参加, Don't Explain (Palmetto) 2001年
- チャーリー・ヘイデンの作品に参加, 『アメリカン・ドリームス』 - American Dreams（2002年5月録音）(Verve) 2002年
- ピーター・バーンスタイン（英語版）の作品に参加, Heart's Content（2002年12月録音）(Criss Cross) 2003年
- フルリーヌの作品に参加, Fire（2003年頃録音）(Coast to Coast) 2005年
- ペリコ・サンビートの作品に参加, Friendship（2003年録音）(ACT) 2011年
- ウェイン・ショーターの作品に参加, 『アレグリア』 - Alegría (Verve) 2003年
- ピーター・バーンスタインの作品に参加, 『ストレンジャー・イン・パラダイス』 - Stranger in Paradise（2003年録音）(Venus) 2004年
- ハーヴィー・メイソンの作品に参加, 『ウィズ・オール・マイ・ハート』 - With All My Heart (Bluebird) 2004年（#7."Dindi"）
- Darek Oleszkiewiczの作品に参加, Like a Dream (Cryptogramophone) 2004年
- ダニエル・ラノワの作品に参加, 『ベラドンナ』 - Belladonna (ANTI-) 2005年
- カート・ローゼンウィンケルの作品に参加, 『ディープ・ソング』 - Deep Song (Verve) 2005年
- クリス・チークの作品に参加, Blues Cruise（2005年録音）(Fresh Sound) 2006年
- ヴィニシウ・カンチュアリアの作品に参加, Cymbals (Naive) 2007年
- フルリーヌの作品に参加, San Francisco（2005年録音）(Sunnyside) 2008年
- マイケル・ブレッカーの作品に参加, 『聖地への旅』 - Pilgrimage（2006年録音） (Heads Up) 2007年
- ヴィニシウ・カンチュアリアの作品に参加, Samba Carioca (Naive) 2009年
- アラン・トゥーサンの作品に参加, 『ザ・ブライト・ミシシッピ』 - The Bright Mississippi（2008年録音）(Nonesuch) 2009年
- リー・コニッツの作品に参加, 『ライヴ・アット・バードランド』 - Live at Birdland（2009年録音）(ECM) 2011年

2010年代
- ジョシュア・レッドマンの作品に参加, 『ウォーキング・シャドウズ』 - Walking Shadows（2012年録音）(Nonesuch) 2013年
- ペトラ・ヘイデンの作品に参加, Petra Goes to the Movies（2012年録音）(ANTI-) 2013年
- アントニオ・サンチェスの作品に参加, 『スリー・タイムス・スリー』 - Three Times Three（2013年録音）(CAM Jazz) 2014年
- ジミー・コブの作品に参加, 『ジ・オリジナル・モブ』 - The Original Mob (Smoke Sessions) 2014年
- ルネ・フレミングの作品に参加, 『クリスマス・イン・ニューヨーク』 - Christmas in New York（2013年、2014年録音）(DECCA) 2014年
- デイナ・ステファンズ（英語版）の作品に参加, Peace (Sunnyside) 2014年
- ピーター・バーンスタインの作品に参加, Signs Live!（2015年録音）(Smoke Sessions) 2017年（CD 2枚組）
- ウォーレン・ウルフ（英語版）の作品に参加, Convergence (Mack Avenue) 2016年
- ウォルフガング・ムースピール（英語版）の作品に参加, 『ライジング・グレース』 - Rising Grace（2016年録音）(ECM) 2016年
- デイナ・ステファンズ（英語版）の作品に参加, Gratitude (Contagious Music) 2017年
- ウォルフガング・ムースピールの作品に参加, 『ホエア・ザ・リヴァー・ゴーズ』 - Where the River Goes (ECM) 2018年
- Kyle Craneの作品に参加, Crane Like the Bird (Crane Like the Bird) 2019年
- ペドロ・マーティンズの作品に参加, Vox (Heartcore) 2019年
- フルリーヌの作品に参加, Brazillian Dream blooms (Sunnyside) 2019年
- Chase Bairdの作品に参加, A Life Between (Soundsabound) 2019年
- ジョシュア・レッドマンの作品に参加, 『ラウンド・アゲイン』 - RoundAgain（2019年録音）(Nonesuch) 2020年
- ジョシュア・レッドマンの作品に参加, 『ロングゴーン』 - LongGone（2019年録音）(Nonesuch) 2022年
- Chris Potterの作品に参加, Eagle's Point (Edition) 2022年
- ピーター・バーンスタインの作品に参加, Better Angels (Smoke Sessions) 2024年

### サウンドトラック
- 『42丁目のワーニャ』 - Vanya on 42nd Street 1994年
- 『真夜中のサバナ』 - Midnight in the Garden of Good and Evil 1997年
- 『アイズ ワイド シャット』 - Eyes Wide Shut 1999年
- 『スペース カウボーイ』 - Space Cowboys 2000年（曲目「オールド・マン」「時の流れに」）
- 『ミリオンダラー・ホテル』 - 'The Million Dollar Hotel 2000年
- 『ぼくの妻はシャルロット・ゲンズブール』 - Ma femme est une actrice 2001年
- 『運命の女』 - Unfaithful 2002年
- 『フレンチなしあわせのみつけ方』 - Ils se marièrent et eurent beaucoup d'enfants 2004年
- 『イルマーレ』 - The Lake House 2006年